# Hr.Ms. Java (1925)
Hr. Ms. Java was een Nederlandse lichte kruiser van de naar dit schip vernoemde Javaklasse. De Java is vernoemd naar het Indonesische eiland Java. Het schip is gebouwd door de Koninklijke Maatschappij De Schelde te Vlissingen

## Dienst historie

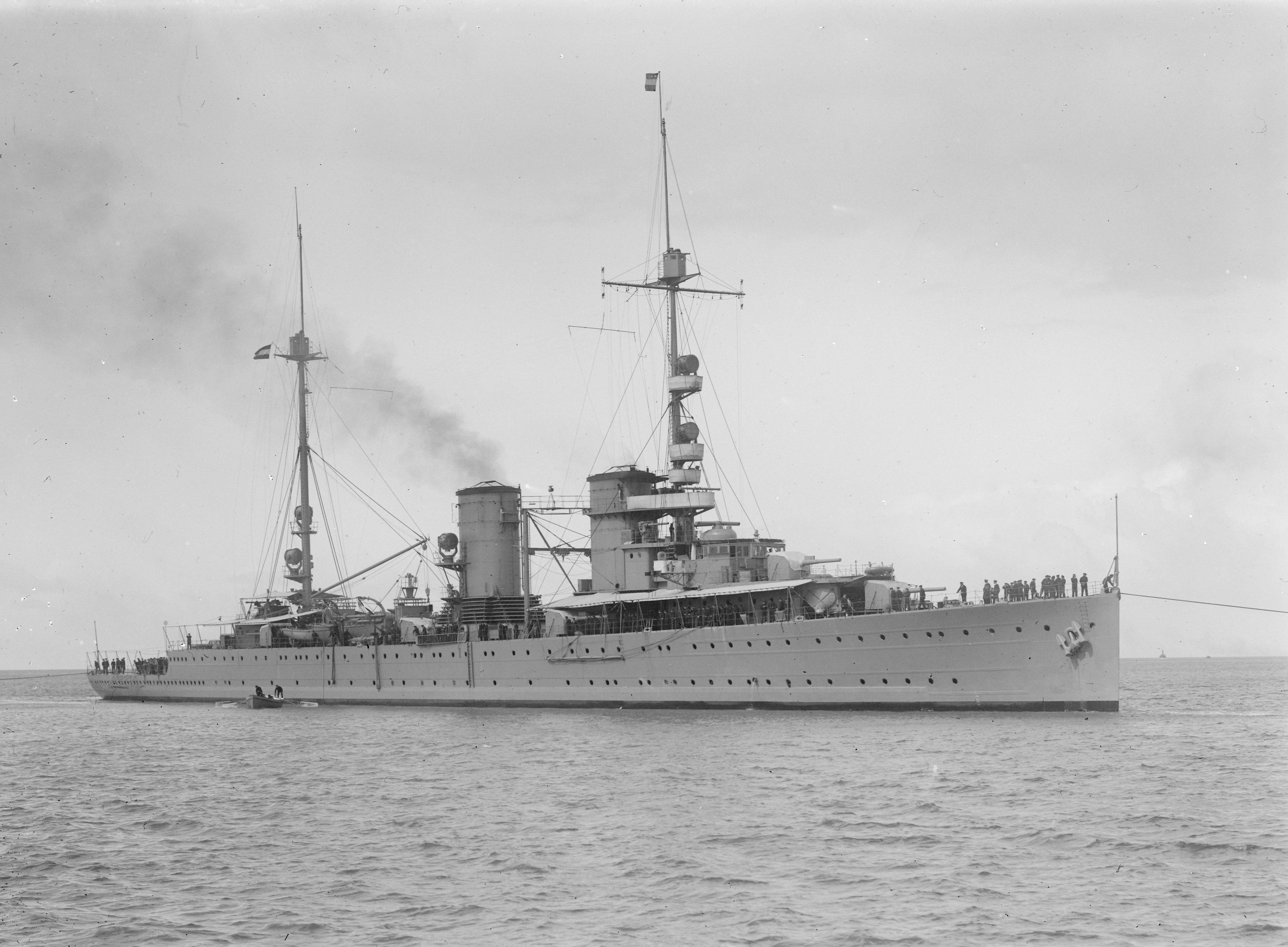

De bouw van de kruiser, middenin de Eerste Wereldoorlog, liep vertraging op door onder meer de geringe aanvoer van materialen, stakingen en de invoer van de achturige werkdag. Ook werd de bouw gestopt vanwege geldgebrek, pas na het verhogen van het budget voor de marine door de Staten-Generaal in 1919 werd het schip afgebouwd.
Bij de tewaterlating van de Java in 1921 werd het schip gedoopt door mevrouw Zeeman-Bolomey, de echtgenote van de kapitein-ter-zee J.H. Zeeman, die op dat moment chef van de Afdeling Materieel van de Nederlandse marine was. Gedurende de tweede serie proeftochten werd het Schotse St. Abb's Head aangedaan en werd onder meer het varen op volle snelheid getest. Tijdens proeftochten in 1924 brak er brand uit aan boord. De schade werd hersteld en het schip kon in 1925 in dienst worden genomen bij de Nederlandse marine.
Van juli tot augustus 1925 was het schip voor vlagvertoon in Noorwegen, waar op 30 juli 1925 een bezoek gebracht werd aan het Sognefjord. 14 oktober dat jaar vertrok de Java vanuit Amsterdam naar Nederlands-Indië waar men op 7 december aankwam in Tandjong Priok.
8 november 1928 vertrok het schip vanuit Soerabaja voor vlagvertoon naar China en Japan, waar het deelnam aan een vlootrevue ter gelegenheid van de inhuldiging van de Japanse keizer Hirohito.
Op 29 juli 1929 vertrok de Java samen met de torpedobootjagers en onderzeeboten Evertsen, De Ruyter, K II en K VII vanuit Soerabaja naar Tandjong Priok waar men wachtte op het jacht Maha Chakri met aan boord het koninklijk paar van Siam en de torpedobootjager Phra Ruang. Hierna vertrokken de schepen voor een tocht in het westelijk deel van de Indische archipel. 28 augustus keerde men terug in Tandjong Priok. Later dat jaar op 31 augustus nam het schip deel aan een vlootrevue gehouden ter gelegenheid van de verjaardag van koningin Wilhelmina te Tandjong Priok. Andere deelnemende schepen waren de torpedobootjagers De Ruyter en de Evertsen. Op 24 september 1929 bracht de Java het voormalige schroefstoomschip 4de klasse Seram tot zinken tijdens schietoefeningen.
Op 23 augustus 1936 was het schip samen met haar zusterschip Sumatra en de Admiralenklasse torpedobootjagers Witte de With, Van Galen en Piet Hein aanwezig bij de vlootdagen in Soerabaja. Later dat jaar van 13 tot 17 november brachten de beide Javaklasse kruisers en de torpedobootjagers Witte de With, Piet Hein en Evertsen een vlootbezoek aan Singapore. Voorafgaande hieraan was geoefend in de Zuid-Chinese Zee.

### Modernisering
In 1937 werd de Java bij de Rijkswerf Willemsoord in Den Helder gemoderniseerd, hierbij werden onder meer de lange masten vervangen door kortere. Datzelfde jaar was de kruiser aanwezig bij de vlootschouw bij Spithead. De vlootschouw was ter gelegenheid van de inhuldigingsfestiviteiten van de Britse koning George VI.
Tijdens de Spaanse Burgeroorlog heeft de Java enkele maanden konvooidiensten in de Straat van Gibraltar uitgevoerd. Andere Nederlandse marineschepen die hierbij betrokken waren, waren de Hertog Hendrik, Johan Maurits van Nassau, Nautilus, O 13 en de O 15. Na de konvooidiensten in de Straat van Gibraltar vertrok de Java op 4 mei 1938 richting Nederlands-Indië, waar het in juni van dat jaar aankwam, het schip nam de route via het Suezkanaal. Op 13 oktober komt het schip in aanvaring met de Piet Hein in de Straat Soenda. De reparatie van het schip vindt plaats in Soerabaja en zal duren tot 26 december 1938. Een van de commandanten van de Java in de jaren dertig was Johan Jasper Abraham van Staveren.

### Tweede Wereldoorlog
Vanaf 10 mei 1940 voerde de Java konvooidiensten uit in Nederlands-Indië. Op 13 februari 1942 werd de Java, onder commando van kapitein-ter-zee P.B.M. van Straelen, ingedeeld bij de ABDA-vloot. Het schip was op 15 februari betrokken bij de actie bij de Gasparstraten en op 19 februari bij de slag in de Straat Badoeng. De Java werd uiteindelijk op 27 februari 1942 tijdens de Slag in de Javazee samen met De Ruyter door de Japanse strijdkrachten tot zinken gebracht. De fatale torpedo was afkomstig van de Japanse kruiser Nachi, 491 van de 512 opvarenden kwamen om.

## Wrak
In 2002 werd het wrak van de Java door amateurduikers in de buurt van het eiland Bawean gevonden. Op 15 november 2016 werd door de Nederlandse overheid bekendgemaakt dat het wrak verdwenen is van de oorspronkelijke vindplaats. Aangenomen wordt dat het wrak door een Aziatisch bergingsbedrijf is geruimd om het schrootijzer te verkopen.